# فنسنت شيرمان
فنسنت شيرمان (بالإنجليزية: Vincent Sherman)‏ هو مخرج وممثل أمريكي، ولد في 16 يوليو 1906 في الولايات المتحدة، وتوفي بنفس المكان في 18 يونيو 2006. بدأ مشواره المهني سنة 1933.

## أعمال

### أفلام
- (1948) مغامرات دون جوان

### مسلسلات
- ذا والتونز

## وصلات خارجية
- فنسنت شيرمان على موقع IMDb (الإنجليزية)
- فنسنت شيرمان على موقع الموسوعة البريطانية (الإنجليزية)
- فنسنت شيرمان على موقع ألو سيني (الفرنسية)
- فنسنت شيرمان على موقع أول موفي (الإنجليزية)
- فنسنت شيرمان على موقع قاعدة بيانات برودواي على الإنترنت (الإنجليزية)
- فنسنت شيرمان على موقع قاعدة بيانات الأفلام السويدية (السويدية)
- فنسنت شيرمان على موقع إن إن دي بي (الإنجليزية)
- فنسنت شيرمان على موقع قاعدة بيانات الفيلم (الإنجليزية)
- فنسنت شيرمان على موقع كينوبويسك (الروسية)